# Hemiergis
Hemiergis is een geslacht van hagedissen uit de familie skinken (Scincidae).

## Naam en indeling
De wetenschappelijke naam van de groep werd voor het eerst voorgesteld door Johann Georg Wagler in 1830. Er zijn zeven soorten die al langere tijd bekend zijn. De meest recent beschreven soort is Hemiergis millewae uit 1976. Veel soorten werden vroeger tot het geslacht Lygosoma gerekend.

## Uiterlijke kenmerken
De lichaamslengte bedraagt ongeveer vier tot zeven centimeter exclusief de staart. De staart is langer dan het lichaam. De lichaamskleur is bruin tot donkerbruin, veel soorten hebben een tekening van kleine zwarte vlekjes of vlekkenrijen. De schubben zijn glad en glanzend. De oogleden zijn beweeglijk, in het onderste ooglid is een doorzichtig venster aanwezig zodat de hagedis met gesloten ogen toch kan zien. Gehooropeningen ontbreken meestal, op één soort na.
De poten zijn klein en staan ver van elkaar af. Het aantal vingers en tenen is variabel; een aantal soorten heeft vijf vingers en tenen maar sommige soorten hebben gereduceerde poten met minder vingers en tenen. Zij zijn hieraan vaak te herkennen van andere soorten skinken.

## Verspreiding en habitat
Alle soorten komen endemisch voor in delen van Australië en leven in de staten New South Wales, Victoria, West-Australië en Zuid-Australië.
De habitat bestaat uit zowel drogere als meer vochtige bossen die hun blad niet verliezen (sclerofylle vegetatie). Sommige soorten komen voor in drogere streken zoals zandduinen en open bossen. Hemiergis peronii is gebonden aan ongerepte gebieden met een dikke bladerlaag. Sommige soorten tolereren aanpassing van het landschap door de mens. Van de soort Hemiergis talbingoensis is bekend dat deze veel voorkomt in dennenplantages en begraasde graslanden. Hemiergis quadrilineatum komt ook voor in stedelijke gebieden zoals in tuinen en in afvalhopen.
Door de internationale natuurbeschermingsorganisatie IUCN is aan alle soorten een beschermingsstatus toegewezen. De skinken worden allemaal beschouwd als 'veilig' (Least Concern of LC).

## Soorten
Het geslacht omvat de volgende soorten, met de auteur, het verspreidingsgebied en het aantal vingers en tenen.
| Naam                     | Auteur                 | Verspreidingsgebied                                                   | Vingers en tenen                           |
| ------------------------ | ---------------------- | --------------------------------------------------------------------- | ------------------------------------------ |
| Hemiergis decresiensis   | Cuvier, 1829           | Australië (New South Wales, Zuid-Australië)                           | Vijf vingers, vijf tenen                   |
| Hemiergis gracilipes     | Steindachner, 1870     | Australië (West-Australië)                                            | Vijf vingers, vijf tenen                   |
| Hemiergis initialis      | Werner, 1910           | Australië (West-Australië, Zuid-Australië)                            | Vijf vingers, vijf tenen                   |
| Hemiergis millewae       | Coventry, 1976         | Australië (New South Wales, Victoria, West-Australië, Zuid-Australië) | Vijf vingers, vijf tenen                   |
| Hemiergis peronii        | Gray, 1831             | Australië (New South Wales, Victoria, West-Australië)                 | Twee tot vier vingers, twee tot vier tenen |
| Hemiergis quadrilineatum | Duméril & Bibron, 1839 | Australië (West-Australië)                                            | Twee vingers, twee tenen                   |
| Hemiergis talbingoensis  | Copland, 1946          | Australië (New South Wales, Victoria)                                 | Drie vingers, drie tenen                   |